# آذرتاج پشت‌سبز
آذرتاج پشت‌سبز (نام علمی: Sephanoides sephaniodes) یک مگس‌مرغ است که در آرژانتین و شیلی یافت می‌شود. این یک گرده‌افشان مهم برای مناطق معتدل در جنگل‌های بارانی جنوب آمریکای جنوبی است. این گونه می‌تواند در برخی مکان‌ها، به‌ویژه در جزیره رابینسون کروزوئه، ۳۵۰ مایل دریایی (۶۵۰ کیلومتر) دورتر از سواحل شیلی نسبتاً رایج باشد. می‌توان آن را در منطقه بوم‌گردی شیلی یافت که تا جنوب تیرا دل فوئگو امتداد دارد. 